# Lex Canuleia
Lex Canuleia o Lex de conubio patrum et plebis son las denominaciones de una ley romana aprobada el año 445 a. C.
Se denomina por el tribuno Gaius Canuleius (Cayo Canuleyo), que fue quien la propuso. Abolía la anterior prohibición del matrimonio romano entre patricios y plebeyos, que regía desde la Ley de las XII Tablas; y permitía a los hijos habidos de tales matrimonios heredar el status o condición social del padre.
El mismo Canuleyo logró una ley que permitía a los plebeyos acceder al consulado, hasta entonces una prerrogativa patricia.

## Cultura popular
La explicación docente (pretendidamente distendida) de la ley es objeto de una escena de la novela y posterior película Adiós, Mr. Chips (1934, 1939 y 1969), ambientada en una public school inglesa con un alumnado de élite.